# Tișanovo, Kiustendil
Tișanovo (în bulgară Тишаново) este un sat în comuna Nevestino, regiunea Kiustendil,  Bulgaria. 

## Demografie
Componența etnică a satului Tișanovo
     Bulgari (98,52%)
     Nicio identificare (1,47%)
     Altele (0%)
La recensământul din 2011, populația satului Tișanovo era de 68 locuitori. Din punct de vedere etnic, majoritatea locuitorilor (98,52%) erau bulgari. Pentru 1,47% din locuitori nu este cunoscută apartenența etnică.